# 능동재사
능동재사(陵洞齋舍)는 경상북도 안동시 녹전면 죽송리에 있다. 2010년 3월 12일 안동시의 문화유산 제58호로 지정되었다.